# Dynamine hoppi
Dynamine hoppi är en fjärilsart som beskrevs av Erich Martin Hering 1926. Dynamine hoppi ingår i släktet Dynamine och familjen praktfjärilar. Inga underarter finns listade i Catalogue of Life.